# Kees van Peursen
Cornelis Anthonie (Kees) van Peursen (Rotterdam, 8 juli 1920 – Den Haag, 19 oktober 1996) was een Nederlands filosoof en theoloog, die zich ook actief bewoog op het gebied van de wetenschapsfilosofie.

## Levensloop
Van Peursen groeide op in een gereformeerd milieu (Gereformeerde kerken in Nederland, later opgegaan in de Protestantse Kerk Nederland) en bleef ook later zijn christelijke wortels trouw. Hij studeerde rechtsgeleerdheid en wijsbegeerte aan de Rijksuniversiteit Leiden en promoveerde in 1948 bij Ferdinand Sassen op het proefschrift Riskante philosophie. Een karakterstudie van het hedendaagse existentiële denken. Hiernaast had hij enige tijd college gelopen in Leuven en in Cambridge bij Bertrand Russell, een seminarie gevolg bij Ludwig Wittgenstein en contacten onderhouden met eigentijdse wijsgeren als Heidegger, Sartre en Jaspers.
Van 1948 tot 1951 was hij sous-chef Buitenlandse Betrekkingen bij het Ministerie van Onderwijs in Den Haag. Van 1950 tot 1953 was hij lector in de inleiding tot de wijsbegeerte aan de Rijksuniversiteit Utrecht, van 1953 tot 1960 hoogleraar in de wijsbegeerte en de geschiedenis der wijsbegeerte als opvolger van Helmuth Plessner aan de Rijksuniversiteit Groningen en van 1960 tot 1982 hoogleraar in de wijsbegeerte aan de Rijksuniversiteit Leiden. Van 1963 tot 1985 was hij tevens buitengewoon hoogleraar kentheorie, wetenschapsleer en de geschiedenis van beide aan de Vrije Universiteit Amsterdam.
Als gasthoogleraar gaf hij verder colleges in o.a. Gent en in Parijs, maar ook in Keulen, München, Rome, Kaapstad, Yaoundé, Delhi, Manilla, Tokio en Peking. Hij heeft zich ook ingezet om filosofie bij het grote publiek onder de aandacht et brengen. Hij kon ingewikkelde filosofische materie op een begrijpelijke wijze uitleggen. Zo was hij mede-oprichter van het tijdschrift Wijsgerig perspectief, die dat trachtte te bewerkstelligen.
Van Peursen heeft zich gericht op het existentialisme, de fenomenologie, de taalfilosofie, de wetenschapsfilosofie, de cultuurfilosofie, en het postmodernisme. Ook publiceerde hij monografieën over denkers als Montaigne, Leibniz en Wittgenstein. Zijn boeken zijn vertaald in vele talen: Engels, Frans, Duits, Chinees, Japans en Koreaans.
Van Peursen heeft zich met zijn onderzoekswerk gericht op de samenhang tussen wetenschap en cultuur vanuit een kentheoretisch gezichtspunt. Speciale interesse had hij voor de ontologie en metafysica van wetenschap in relatie tot de dagelijkse kennis.

### Persoonlijk
Kees van Peursen was in 1950 getrouwd met de Zwitserse Jeanne Marguerite (Jeanie) Ueltschi, die hij via zijn werk voor het Ministerie van Onderwijs op de Unesco in Parijs had leren kennen, waar zij uit hoofde van haar functie zijn gastvrouw was. Zij kregen vier kinderen, geboren tussen 1951 en 1959.

## Zijn filosofie
In zijn filosofie staat de mens in relatie tot de wereld rondom hem/haar. De mens (het subject) en de wereld (het object) zijn twee polen, die in samenhang met elkaar staan. Het subject, de mens interpreteert de wereld, de werkelijkheid (het object). De verhouding tussen subject en object is verwijzend en opengebogen naar elkaar toe. De relatie is wederkerig: ze beïnvloeden elkaar. De werkelijkheid daagt de mens uit om verhalen te vertellen, en de alledaagse gebeurtenissen (de werkelijkheid) zijn pas gebeurtenissen en komen pas tot hun recht, als ze (verder) verteld worden. Pas dan zijn gebeurtenissen échte gebeurtenissen. Er komen uitdagingen op ons af, die door ons geïnterpreteerd, en uitgelegd worden. Aan de dingen wordt een naam (Naam) gegeven. De werkelijkheid wordt beoordeeld. Het gaat om normen en waarden, waarmee de mens de wereld, de dingen om hem/haar heen 'vertaalt'. Het taalgebruik van de mens is primair evaluatief, en daarna descriptief. Dit betekent dat de mens eerst evaluatieve taal gebruikt, en daarna descriptieve: de mens beoordeelt en waardeert eerst de wereld rondom hem/haar, voordat hij/zij deze beschrijft. Evaluatieve taal is een expressie van een bepaalde waardering van gebeurtenissen, bijvoorbeeld iets is vervelend of leuk, mooi of lelijk (Sollen). Pas daarna komt de descriptieve of beschrijvende taal (Sein).
De mens vertaalt de werkelijkheid in verhalen, narratio. Dit hoeven niet alleen verhalen te zijn, het kunnen ook kunstwerken zijn. De werkelijkheid wordt beoordeeld, en krijgt als het ware een meerwaarde. Het is een verdieping van het reële. Het gaat niet om feiten en gebeurtenissen alleen. Het gaat om de beoordeling van deze gebeurtenissen. Dit kan ethisch, esthetisch, religieus, en filosofisch zijn. Van Peursen zegt niet te pleiten voor een filosofie die ethiek, esthetiek en religie inhoudt, maar hij houdt er wel een pleidooi voor, hij vindt het zelf van groot belang.
Het gaat in (zijn) filosofie niet om de feiten alleen (Sein: het zijn), maar om de zedelijke beoordeling: het Sollen: het gaat erom hoe het moet zijn, hoe het hóórt te zijn. Dit noemt Van Peursen het 'filosofisch surrealisme': de intensieve werkelijkheid, de werkelijkheid die geïntensiveerd is, omdat het niet gaat om de naakte feiten, maar om de waardering ervan. Een ontsluiting van gebeurtenissen tot hun werkelijke betekenis. Een filosofie geeft een visie, een bezinning op smart en vreugde, teleurstelling en liefde, zin en zinloosheid.

### Zijn wetenschapsfilosofie
Het was zijn overtuiging dat wetenschap en filosofie nauw op elkaar betrokken zijn. Verschillende van zijn doctoraal studenten promoveerden op dit gebied. In samenwerking met Cees Schuyt en Geert Verschuuren vormde hij de redactie voor een serie van 25 boeken, die elk de filosofie behandelen van een bepaald wetenschapsgebied, geschreven door experts op dat vakgebied.

## Zijn theologie
Van Peursen was niet alleen filosoof, maar ook theoloog. Van huis uit was hij gereformeerd. Hij preekte in de Nederlandse Hervormde en in de Gereformeerde Kerk. Hij zei uit een niet-streng gereformeerd milieu te komen. Hij werd gestimuleerd om met theologie bezig te zijn door contacten met zendingsmensen, met name prof. J.H. Bavinck, en de Wereldraad van Kerken van 1948. Hij vond dat de Gereformeerde en de Hervormde Kerk samen moesten gaan en wilde op zijn veertigste, in 1960 dus, uit de Gereformeerde Kerk stappen als deze nog niet zou zijn samengegaan met de Hervormde Kerk. Toen het eenmaal zover was, is hij er niet uitgestapt, maar er in meegegroeid. Er was toen ook al het een en ander in beweging. Hij had veel contact met Herman Ridderbos, G.C. Berkouwer en de veel jongere Harry Kuitert en Herman Wiersinga. Van Peursen vond dat de remonstranten ook deel moesten nemen aan het Samen op Weg-proces (het samengaan van de Nederlandse Hervormde Kerk, de Gereformeerde Kerken in Nederland, en de Evangelisch-Lutherse Kerk in het Koninkrijk der Nederlanden).
Hij verzette zich tegen de scheiding tussen orthodox- en vrijzinnig-protestantisme. De religie heeft een bijzondere rol gekregen, omdat mensen weer de noodzaak van waarden inzien. Van Peursen is op een gegeven moment begonnen met de theologie. Hij las de Bijbelteksten en de commentaren en ontdekte dat de woorden allemaal iets anders betekenden dan hij had gedacht. Bijvoorbeeld: God is almachtig. Het woord 'almachtig' komt van een Hebreeuws woord voor een berggod. "In de psalmen staat dat je kunt overnachten in de schaduw van de almachtige. Lekker koel onder de rotsen in dat hete land. Dat is heel wat anders dan wij ervan gemaakt hebben".
In 1969 schreef hij: 'Hij is het weer! Beschouwingen over de betekenis van het woordje 'God'. In dit boek verzet hij zich tegen de vanzelfsprekendheid van het gebruik van het woordje 'God'. Wij weten zo snel wat ermee bedoeld wordt. Maar het is helemaal niet duidelijk wat het woordje 'God' inhoudt. Als we de Bijbelse verhalen goed lezen, ontdekken we dat de Bijbelschrijvers elke keer moesten worstelen om er achter te komen wat de godsnaam inhoudt. Wij doen geen moeite meer om hier achter te komen. Wij weten het wel. Uit de Bijbelverhalen kunnen wij leren hoe de godsnaam elke keer weer opnieuw ingevuld wordt. Het blijkt steeds om dezelfde God te gaan, dezelfde geheimzinnige, goddelijke Aanwezige, maar elke keer met een andere Naam. God wordt steeds een andere Naam gegeven. Wat wij met taal doen, namelijk de dingen een naam geven, doen de Bijbelschrijvers en de mensen in de Bijbel (zoals Mozes) ook: zij geven de God die zij ervaren een Naam. Zoals gezegd, is de taal van de mens primair evaluatief. Wij interpreteren de werkelijkheid in eerste instantie evaluatief en niet descriptief. De gebeurtenissen worden door ons beoordeeld, geëvalueerd, en vervolgens beschreven.
Deze evaluatieve taal is de oorsprong van het vertellen van verhalen. Door het vertellen van verhalen ontstaat onze identiteit. Zo is het ook met de Bijbelse verhalen. God wordt een Naam gegeven. De gebeurtenissen, waarin de goddelijke Aanwezigheid ervaren wordt, wordt door evaluatieve taal geïnterpreteerd en weergegeven. De gewone, alledaagse gebeurtenissen worden 'beoordeeld'. Een voorbeeld hiervan is het verhaal van de gebeurtenis in de Rode Zee: de Israëlieten zien de zee, de mist en de wind. De Egyptenaren zien ook de zee, de mist en de wind. Zij zien dus dezelfde dingen. Maar de Israëlieten interpreteren deze dingen als volgt: God redt hen van de Egyptenaren. Een geheimzinnige, goddelijke Macht is aanwezig in de gebeurtenissen. De gebeurtenissen krijgen een hogere dimensie, een derde, goddelijke dimensie. Het gaat hier niet om de gebeurtenissen op zichzelf, maar om de diepere betekenis ervan, die in verhalen worden verwoord. Het gaat om een diepere werkelijkheid, een geïntensiveerde realiteit. De échte werkelijkheid. Dit noemt Van Peursen 'surrealisme'. We zouden kunnen spreken over 'Bijbels surrealisme'. Om terug te komen op de taal: deze interpreteert de werkelijkheid. In de Bijbel is dit een ultieme werkelijkheid: God. God wordt een Naam gegeven (zelfs vele). Dit geven van Namen gebeurt in verhalen, de Bijbelse verhalen. Zo krijgen mensen, individueel of in een groep, stam of volk een identiteit.
Van Peursen was in de jaren tachtig voorts adviseur van de synode van de Gereformeerde kerken in Nederland en was een van de auteurs van het rapport “God met ons…over de aard van het schriftgezag” dat in 1981 verscheen en dat, samen met het werk van theologen als onder meer H.M. Kuitert, Tj. Baarda en H. Wiersinga, een kentering vormde in het traditionele theologisch denken in de Gereformeerde Kerk in Nederland.